# Michel Loève

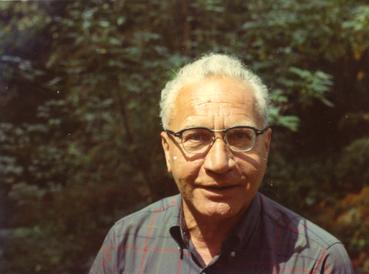
Michel Loève

Michel Loève (* 22. Januar 1907 in Jaffa; † 17. Februar 1979 in Berkeley) war ein US-amerikanischer Mathematiker, der sich mit Wahrscheinlichkeitstheorie beschäftigte.

## Leben
Loève ging auf französischsprachige Schulen in Ägypten und studierte in Paris (Vordiplomabschluss 1931, Diplom 1936) bei Paul Lévy, bei dem er 1941 an der École polytechnique promovierte. 1944 bis 1946 war er (nach kurzer Inhaftierung unter deutscher Besatzung in Drancy) Forscher am Institut Henri Poincaré in Paris und 1946 bis 1948 Lecturer (dann Reader) an der Universität London, 1948 Gastprofessor an der Columbia University. 1948 holte ihn Jerzy Neyman, als Vertreter der damals schon berühmten französischen Schule der Wahrscheinlichkeitstheorie, als Professor für Mathematik an die University of California, Berkeley. 1955 wurde er dort zusätzlich Professor für Statistik. Ab 1967 war er dort „Professor of Arts and Sciences“, was seine allgemeinen kulturellen Interessen widerspiegelte, sowohl in Vorlesungen als auch in seiner Rolle als Herausgeber beim Verlag der Universität, die ihn in Kontakt mit vielen Malern brachte. 1974 emeritierte er und erhielt die höchste Auszeichnung der University of California, Berkeley (Berkeley Citation). Seit 1953 war er US-Staatsbürger.
Michel Loève ist für das Karhunen-Loève-Theorem bekannt (auch benannt nach dem finnischen Mathematiker Kari Karhunen, der darüber 1947 veröffentlichte), das stochastische Prozesse durch orthogonale Funktionen ähnlich wie in der Fourieranalyse ausdrückt, und vor allem für sein Lehrbuch „Probability Theory“, das zuerst 1955 erschien und die Wahrscheinlichkeitstheorie auf maßtheoretischer Grundlage behandelt.
Zu seinen Ehren stiftete seine Witwe, die (kurz darauf verstorbene) Psychologin Line Loève, 1992 den Loève-Preis, der als einer der höchsten Preise für Wahrscheinlichkeitstheoretiker vergeben wird.

## Schriften
- Probability Theory, 2 Bände, Springer, Graduate Texts in Mathematics, Bd. 1, 4. Auflage 1977, ISBN 0-387-90210-4, Bd. 2, 4. Auflage 1978